# 永久パターン
永久パターン（えいきゅうパターン）はコンピュータゲーム用語の一つ。特定の行動によって本来あるべき仕様から逸脱し、ゲームオーバーになることなく半永久的にプレイを続けること。俗に縮めて「永パ」、もしくは単に「永久」と呼ばれる。

## 概要
永久パターンは次の4つの側面から忌避される。
インカム低下
アーケードゲームにおいて永久パターンが用いられると、1人のプレイヤーが1プレイ料金でゲームを延々独占することになり、インカム（収益率）が低下する。
ハイスコア無効化
永久パターンによって無限に得点できる場合、たとえわずかな点効率でも理論的にはカウンターストップが可能なため、ハイスコアが無意味となり全国集計も打ち切られる。
ゲームバランス崩壊
永久パターンによって残機やパワーアップアイテム（RPG類においては経験値や通貨）を容易に稼げると、プレイヤーが著しく有利となり難易度が不当に低下する。
バグ誘発
極端な長時間／繰り返しプレイにより何らかの内部カウントが想定範囲を超えた結果、オーバーフローや論理矛盾が起こりゲームが異常な挙動を示すことがある。
いずれもコンピュータゲームにとって致命的であり、あらかじめ出来うる限りの対策・検証がなされるが、発売後に発覚することもしばしばである。ネットワーク配信に対応した近年のプラットフォームであれば修正版に自動更新することもできるが、基板／ROM流通の場合は物理的な交換を要するため対応が難しく、ランニングチェンジに留まることが多い。

## 永久パターンの定義・種類
『スペースインベーダー』のようなステージ数に制限がないゲームでは、プレイヤーの実力次第でいくらでもゲームを続けられるが、この場合は永久パターンとは呼ばれない。ただし、ループゲームでの事実上の残機無限増殖も、広義には永久パターンに含められる。『ゼビウス』『イーアルカンフー』などの、カウンターストップのバグによる残機無限増殖は含めない。
また、理論上は可能だが難易度が高く、実現性が疑問視される永久パターンをかつては「実力永久パターン（実力永パ）」と一部で呼んでいたことがある。『ウルフファング』『レインボーアイランド』などの永久パターンを指してこう呼ばれていたが、プレイヤーの実力の差に実現性が左右されることや、理論上可能ならば永久パターンとして認める傾向が強まったことから21世紀初頭以降ではほとんど使われなくなった。
通常の永久パターンは短いサイクルで同じ操作を繰り返すため、いつまでも同じ画面が表示される場合もある。極端なものになると、一切の操作を行わずに安全地帯にいるだけで可能なケースもある。変則的な例としては、残機潰しプレイで1機潰すことで稼げる得点が、残機が1機増えるのに必要な得点よりも多い場合に、やはり永久パターンが成立する。『グラディウスII -GOFERの野望-』などがこれに該当する。残機が点数獲得でも増えない設定にしたり、アイテムによるエクステンドを点数に強制的に置き換えたりすることで対処される。
一時期、難易度上昇や謎解きの一環として、クリア条件を満たさずにクリアしようとすると過去の面に飛ばされる、「ZAP」と呼ばれるシステムが導入されていたこともあった。しかし、これを悪用した永久パターンが『バブルボブル』、『レインボーアイランド』、『魔界村』シリーズなどで構築されたため、21世紀初頭現在はこのようなシステムはアーケードゲームでは採用されなくなった。なお、ZAPシステムの元祖である『ドルアーガの塔』では、ZAPを利用した永久パターンに対して対策が講じられており、最終ボスを倒さずにクリアしようとする、最終ボス討伐後のステージで救助すべきキャラクターを攻撃するなどでZAPすると、再回収不可能な必須アイテムを失い元のステージに戻れなくなる。

## 永久パターン対策の例
基本的にはゲーム開始から一定時間が経過した後に各種対策動作が起こるようになっている。経過時間のカウントはステージのクリアなどゲームを先に進めることでリセットされる。

### 永久パターン防止キャラ
ステージ開始から一定時間が経過すると、非常に強く倒せない、もしくは倒しにくい敵キャラが登場する。多くの場合は回避も困難で、なす術もなくミスとなる。作品によっては、一定時間経過しなくても、敵を倒さない、スクロールを進めない、など長時間ゲームを進めずにいると出現することがある。この場合はゲームを進めると消えることが多い。また、まれに破壊不能な永久パターン防止キャラにも打ち込み点が発生する作品があり、それが元になって永久パターンとされるケースもある。例えば、メトロから発売されたアーケードゲーム『ガンマスター』の永久パターン防止キャラがこれに該当する。
- ウルトラマン倶楽部 （バキューモン） - 各技を出しても倒せず、接触すると体力が0になってしまう。
- クレイジーバルーン （人の顔） - 高次面では無条件で登場する。
- マッピー （ご先祖様）
- バンゲリング ベイ （Q型戦艦）
- シティコネクション （特殊パトカー／タケノコ）
- 忍者じゃじゃ丸くん、じゃじゃ丸の大冒険 （火の玉） - タイムが0になると現れる無敵キャラクター。じゃじゃ丸をしつこく追い回し、やり過ごしてもまた出現する。
- フェアリーランドストーリー （ホーンド）
- アルゴスの戦士 （ゴーディン）
- バブルボブル （すかるもんすた／ラスカル）
- 奇々怪界 （がらこつ／火の輪）
- 不動明王伝 （ドクロ忍犬）
- バラデューク （ブルー・スパーク／ブルー・スナイパー）
- 源平討魔伝 （鷹／源頼朝）
- レイラ （竜巻）
- チョコボの不思議なダンジョン2 （命の番人等死神系）
- ドラゴンスピリット （デルターヴェルン）
- ニュージーランドストーリー （ホーンド）
- ダライアス （ヤズカ・タカーミィ）
- ゲゲゲの鬼太郎 妖怪大魔境 （目目連）
- ルパン三世 パンドラの遺産 （銭形）
- ドラゴンバスター （ケイブシャーク） - 永久パターン防止キャラであるはずが、行動パターンにより逆に永久パターンを生み出している。
- ドラゴンバスターII 闇の封印 （ワイルダー）
- 超絶倫人ベラボーマン （初号401） - 初期バージョンでは倒せたが、後期バージョンでは無敵に修正された。
- ティンクルスタースプライツ （死神） - 制限時間で出現するほか、一定時間以上互いに連爆をしないでいると出現する。倒すことは可能だが、倒す毎に強くなって再出現する。CPU戦では大抵CPUがこれに触れることでクリアになるが、対人戦ではこれが出てからが本当の勝負である。
- テイルズ オブ デスティニー （バルバトス・ゲーティア）- 自動レベルアップを数分続けるとその操作を検出し無敵状態でエンカウントする。
- 妖怪道中記 （火の輪） - 触れると即死。耐久力は高いものの倒すことは出来る他、スクロールによって画面外に出すことで回避できる。ただしゲーム開始から極めて短時間で出現し、更に倒した後の再出現のペースも早い。
- パックランド （スー） - タイムアウトになると高速で襲ってくる。
- ワルキューレの伝説 （青ホノーリアン） - 動かず一定時間経過すると画面外から高速で襲ってくる。
- ロンパーズ （使い魔） - ルミナを迷宮へ連れ去っていった悪魔の少女。残り時間が0になった際に登場する、いわゆる「ご先祖キャラ」。空を飛んで壁を無視して移動してくるため、石版で倒すことはできない。
- メルヘンメイズ（時間切れモンスター）- 制限時間切れと同時に画面内に現れ、猛スピードで自機に向かって突進してくる。接触するとミス。移動速度が速い上に自機側の移動性能の制限や足場の悪さも相まって回避は難しく、時間切れでほぼミスは確定する。

### 敵キャラの増殖・パワーアップ
ステージ開始から一定時間が経過すると、敵の数が増えたり、敵がパワーアップしたり、攻撃が激しくなったりする。多くの場合は多少持ちこたえられるものの、ほどなくしてやられることとなる。中にはむしろその難易度の高さを楽しむプレイスタイルも存在した。作品によっては特定の敵を倒さないと難易度が上昇するものもある。
- 平安京エイリアン
- ボスコニアン
- QIX
- ディグダグ
- タイムパイロット
- エレベーターアクション
- マリオブラザーズ
- グロブダー
- アルカノイド
- ファンタジーゾーン
- ミッション660
- ドラゴンスピリット
- あぁ無情 刹那
- ロックマンX5 - 覚醒ゼロ戦で戦闘開始から一定時間が経過するとゼロが無敵になり、即死攻撃の幻夢零をひたすら繰り出すパターンに移行する。幻夢零は一部の技の無敵時間を利用すれば回避可能だが、ゼロにはダメージを与えられないため敗北が確定してしまう。
- ぐるっと!セイバー
- スターソルジャー - 一定時間が経過するとボスキャラが逃亡し、自機はステージの途中まで戻されるため、再びステージ途中のボーナスが取れてしまう。しかし2回目は攻撃が激しくなり、逃亡はしなくなる。ボス戦では得点源が限られるため、これにより半永久的な得点稼ぎを防いでいる。
- TOKYO JUNGLE - サバイバルモードで100年前後より異常な攻撃力､異常な出現数を誇り､その他の動物を全て瞬時に殲滅し捕食ししてしまい挙句の果てに捕食ができない北京原人が登場する｡またそれらを回避し続けたとしても999年で年数カウンターがストップしスコアが増加しなくなる｡

### 自キャラのパワーダウン
ステージ開始から一定時間が経過すると、自キャラがパワーダウンする。ただし、これだけでは永久パターン防止の効果が薄いので、その他の永久パターン対策も併用されることが多い。
- ツタンカーム
- パックランド
- パックマニア
- アウトゾーン

### 時間制限
ステージクリアまでに制限時間を設けてあり、制限を超えると1ミスあるいはゲームオーバーになる。面クリア型のアクションゲームやパズルゲームでは最も一般的な対策。しかしバグを利用して時間制限を回避する永久パターンが存在し、タイマー破壊とも呼ばれる。アーケード版『魔界村』（旧バージョン）が例として有名である。
変則的な例では、『忍者くん 阿修羅ノ章』では、「修行の場」のステージのみ、持ち時間が迫り出現する永パ防止キャラを振り切り続けた結果持ち時間を使いきると、以後タイマーがマイナスとしてカウントされ、マイナス1カウントごとに100点ずつ減点されていくようになる。規定得点を下回るとエクステンドした残機を没収され、残機が足りなくなると「SORRY! YOU HAVE NO EXTRA.」（残念! あなたは残機がありません）と画面に表示され、その場で忍者くんが倒れてミスとなり、残機が残っていないため必ずこの時点でゲームオーバーになる。また、得点が100点未満になると「SORRY! YOUR SCORE BECOME 0 PTS.」（残念! あなたの得点は0点になります）と表示され、同様に忍者くんが倒れてミスとなり、残機を1つ失う。
ロールプレイングゲームにも導入されていることがある。『メダロットシリーズ』では単純に時間制限があり、タイムオーバーになると勝敗は判定になる。ボス等のイベント戦闘では強制的に敗北となる。PCエンジン版『ラストハルマゲドン』では、戦闘中一定ターンが過ぎると、大地震が起こって大ダメージを受ける。

### ボスキャラ・敵キャラの逃亡・自爆
主にボス戦闘など、部分的に時間制限を設けるもの。ボスキャラを倒さない限りゲームが進行しない場合に、攻撃を回避し続けることで永久パターンになることを防ぐため、ボスとの戦闘開始後に一定時間が経過すると、ボスキャラが自爆・撤退する。シューティングゲームにこの対策を取るものが多い。これらの場合、ボス破壊ボーナスが入らないだけで、戦闘はプレイヤーの勝利となって次のシーンに進む事ができる。一方で、「時間切れと共にボスが回避不能の攻撃を放ちプレイヤーが強制的にミスになる」「時間内にボスを倒せないことで作戦失敗とされゲームオーバーになる」など、ペナルティが厳しいものも存在する。
- シルフィード
- アインハンダー（最終ボスを除く。）
- ゼビウス
- スカイ・ランサー
- グラディウスシリーズ
- タイガーヘリ
- ファイナライザー
- スラップファイト
- スクランブルフォーメーション
- メタルブラック
- R-TYPE
- 究極タイガー[注釈 6]
- 達人
- 大旋風
- 鮫!鮫!鮫!
- 雷電シリーズ
- トライゴン
- あぁ無情 刹那
- バイパーフェイズ1
- オメガファイター
- バトルガレッガ
- アームドポリスバトライダー
- バトルバクレイド
- レイフォース
- レイストーム
- レイクライシス
- ドラゴンクエストモンスターズ ジョーカー3 （ダグジャガルマ） - 11ターン目以降、こちらのモンスター全員を耐性に関わらず即死させる攻撃をほぼ毎ターン繰り出してくるようになる。

また、通常の敵キャラが残り1体になってから一定時間経つと、逃亡や身投げをするのも永久パターンの防止策である。永久パターン防止キャラがいてもこの方式を併用する場合がある。
- ディグダグ・ディグダグII
- フェアリーランドストーリー
- ペンゴ
- ドンプル（ワンダー3内のゲームの1つ）

### 行動可能範囲の縮小
一定時間経過後に自キャラが行動できる範囲がだんだん狭まっていくもの。最終的には範囲がなくなってミスになる。
- メガCD版シルフィード（最終ボス）
- アインハンダー[注釈 7]
- ポラリス
- モトス
- トイポップ （ご先祖ブロック）[注釈 8]
- レインボーアイランド
- スプラッターハウス
- ボンバーマン
- 源平討魔伝 巻ノ弐

## 対戦格闘ゲームにおける永久パターン
対戦格闘ゲームでの永久パターンは原義とは異なり、「相手をノックアウトするまで決められる連続技」を指すことが多い。
狭義には「相手の体力が無限であると仮定すれば永久にループできる連続技」である。「永久コンボ」「無限コンボ」等と呼ばれている。大抵のゲームでは、可能だったとしてもよほど状況を限定し、かつ入力のタイミングが相当厳しくなるようにゲームバランスを調整される。実現性が高いほど、競技性を損わせるとして忌避されやすくなる。
同一パターンのループはせず、単純にダメージ量が多すぎて連続技が最後まで入るまでにノックアウトとなる（一度の行動パターンで相手を倒しきる）場合は「即死コンボ」「10割コンボ」として区別される。
ただし、初代ストリートファイターの密着して放った時の昇竜拳（体力ゲージを約4割弱削る攻撃が3ヒット）のように同じ技の多段ヒットの結果威力が大きくなりすぎた場合や、アーケード版北斗の拳の一撃必殺奥義のように最初から一発で相手の体力を0にできる技がコンボに組み込めるものは即死（10割）コンボなどとは言わない。
なお、定義上永久コンボは即死コンボになるはずだが、実際はコンボをつなげていくと攻撃力が下がる補正がかかるのが普通なので、タイムアップまでやっても相手を倒せなかったりするものや、コンボの上限ダメージがあるゲーム（『月華の剣士（二幕）』の限界ダメージなど）の場合は時間制限がなくても「永久だが即死不可能」というコンボも存在する。
なお、対戦格闘ゲームでも本来の意味の永久パターンが見つかることも稀にある。例えば、『ストリートファイターII』のタイムアップ時の着地前にめくり攻撃をし続ける、ボーナスステージで春麗が三角跳びを繰り返すなどが該当する。なお、本作のダブルノックアウトは10回までであるので永久パターンとはならないが、点数稼ぎによるインカム低下に繋がったため、後継の作品では対策として「ダブルノックアウトは両方のプレイヤーに一本与える」「延長ラウンドを1回に制限」「延長ラウンドではスコアをカウントしない」「完全引き分けは両者敗戦として扱う」などといった対策が講じられている。